# Sol Amarelo
Sol Amarelo é uma telenovela brasileira produzida e exibida pela RecordTV entre 15 de dezembro de 1971 e 30 de abril de 1972, em 119 capítulos, às 19h15, substituindo Editora Mayo, Bom Dia e sendo substituída por Os Fidalgos da Casa Mourisca. Escrita por Raymundo López, sob direção de Waldemar de Moraes e Zéluiz Pinho e direção geral de Carlos Manga.
Conta com Geraldo Del Rey, Maria Estela, Maria Isabel de Lizandra, Rogério Márcico, Laura Cardoso, Lia de Aguiar, Fernando Balleroni e Rodolfo Mayer nos papéis principais.

## Produção
Raymundo López se inspirou nos filmes e séries estadunidenses de western – ou faroeste – para escrever a novela. Na época o autor foi acusado de copiar o protagonista da radionovela Jerônimo, o Herói do Sertão, desde o nome Januário até o estilo de e vestir com um lenço branco no pescoço. Além disso foi notado que o Raymundo tinha tentado comprar os direitos da obra quando estava na TV Excelsior e, novamente, já na Record, porém a TV Tupi já tinha adquirido e se preparava para lançar a novela de mesmo nome. Devido a toda problemática o autor acabou demitido da Record após o fim da novela. Apesar disso, Laura Cardoso foi muito elogiada pela imprensa por sua atuação como uma mulher iludida que se torna assassina.

## Enredo
Em 1940, Januário é um comerciante que larga tudo para se tornar justiceiro e se vingar de Zé Touro, um bandido perigoso que assassinou sua noiva no dia do casamento e aterroriza o interior de Minas Gerais. Ao chegar na cidade de Rosário, Januário entra em conflito com o Xerife Tião e o delegado Gomes por ser mais efetivo em capturar os foras da lei locais, além de se envolver com a bela Zilda, cujos pais são contra por quererem que ela se case com o rico Rodrigo e a irmã Paula é uma mulher diabólica que também deseja o justiceiro. Enquanto isso, Zé Touro continua sua jornada como fora da lei, sendo casado com Maria Santa, que acha que ele é caixeiro viajante. No final a mulher assassina Zé Touro quando descobre que ele tem um caso com a cortesã Cosette.

## Elenco
| Ator/Atriz               | Personagem            |
| ------------------------ | --------------------- |
| Geraldo Del Rey          | Januário              |
| Maria Estela             | Zilda Albuquerque     |
| Maria Isabel de Lizandra | Paula Albuquerque     |
| Rogério Márcico          | Zé Touro              |
| Laura Cardoso            | Maria Santa           |
| Lia de Aguiar            | Elvira Albuquerque    |
| Fernando Balleroni       | Antony Albuquerque    |
| Rodolfo Mayer            | Xerife Tião           |
| Sebastião Campos         | Rodrigo Campos e Melo |
| Jonas Mello              | Soldado Ferdinando    |
| Lucy Meirelles           | Mademoiselle Cosette  |
| Eduardo Abbas            | Delegado Gomes        |
| Maracy Mello             | Violeta               |
| Zéluiz Pinho             | Iago                  |
| Osvaldo Mesquita         | Eduardo               |
| Arnaldo Fernandes        | Rafael                |
| Maria Cecília            | Lindinha              |
| Marcelino Buru           | Tavinho               |
| Rubens Teixeira          | Tibúrcio              |

### Trilha sonora
- Sol Amarelo (Tema de Abertura) - Orquestra
- Por Amor Eu me Perdi - Marilene
- Letra de Ouro - Vithal
- Sol Amarelo (Tema de Amor) - Orquestra
- Cantiga de Santa - Marilene
- Cândida - Fernando Lona
- Sol Amarelo (Tema Dramático) - Orquestra
- Não Tenho Tempo de Amar - Vithal
- Sol Amarelo - Marilene e Fernando Lona
- Vila Rosário - Vithal
- Sol Amarelo (Tema de Encerramento) - Orquestra

Sonoplastia: Plínio de Oliveira

Coordenador de produção: Ricardo Macedo